# Luddisme

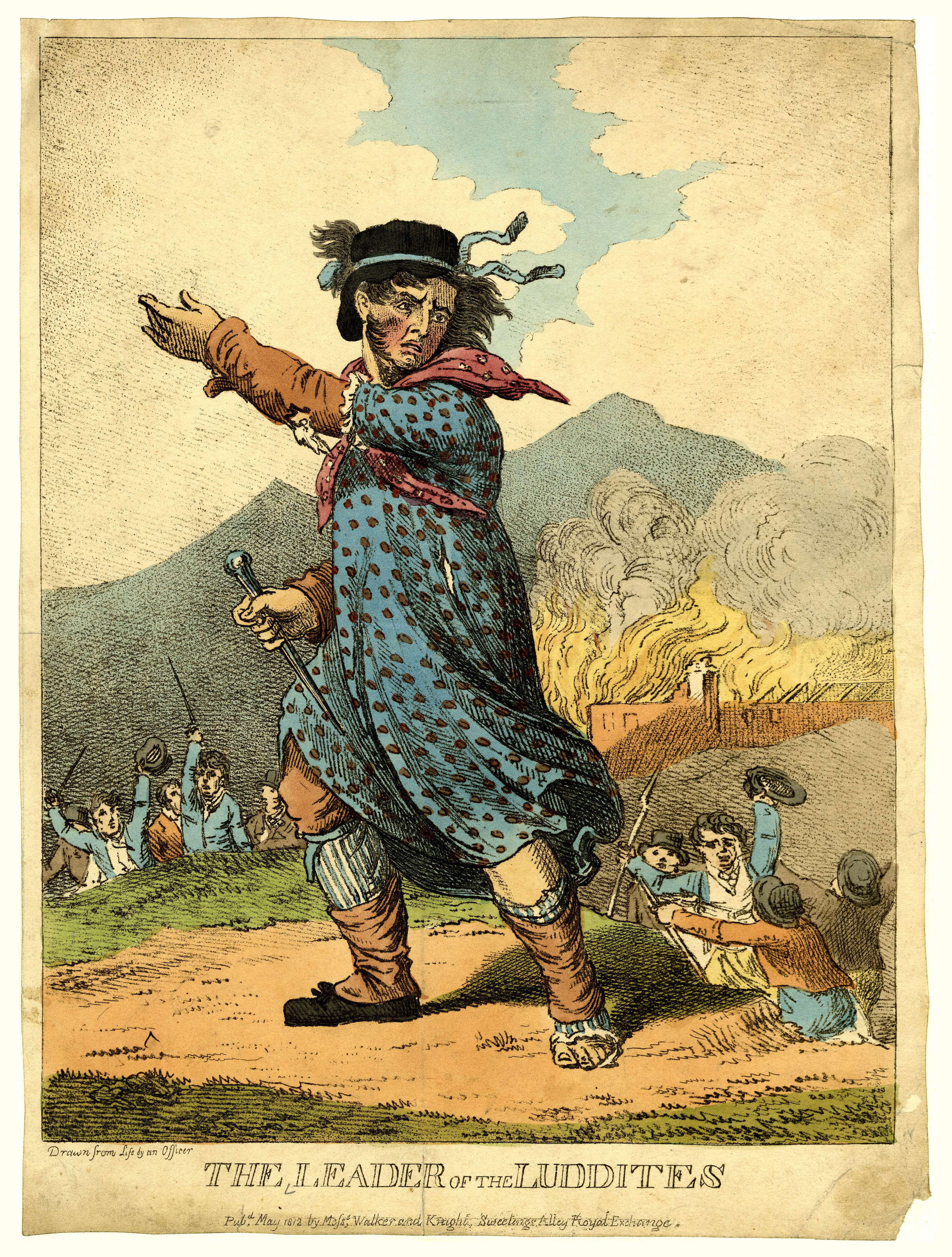
Ned Ludd, de leider van de Luddieten

Het luddisme was een sociale beweging in het Engeland van begin 19e eeuw, die zich verzette tegen industriële en technologische ontwikkelingen. De term 'luddisme' suggereert een samenhangende, 'monolithische' en theoretisch onderbouwde beweging. Daarvan was echter geen sprake; het was een zeer diverse beweging die niet centraal geleid werd. De beweging had vooral aanhang onder ambachtslieden en kleine boeren: zij zagen hun traditionele manier van werken bedreigd door de nieuwe fabrieken die met de Industriële Revolutie waren opgekomen. Hun activiteiten omvatten onder meer het saboteren en vernielen van machines in fabrieken. Hun naam, luddieten, is ontleend aan de vermoedelijk mythische Ned Ludd, die een wever zou zijn geweest die in 1779 twee weefmachines vernielde. Wanneer er in een fabriek een machine stuk was, werd er al snel gezegd 'dat heeft Ned Ludd gedaan', en men ging de naam Ned Ludd gebruiken om dreigbrieven aan fabriekseigenaren te ondertekenen. De grootste golf van activiteiten vond plaats in de jaren 1811-1813. Het vernielen van machines werd daarop tot halsmisdaad verklaard en met hulp van het Engelse leger werd de beweging neergeslagen. Talrijke luddieten werden terechtgesteld of werden naar Australië gedeporteerd. Een prominente ondersteuner van de zaak van de luddieten was Lord Byron. Hij bekritiseerde vooral de strenge strafmaatregelen tegen hen.

## Neoluddisme
Neoluddisme is de benaming die tegenstanders geven aan een hedendaagse voortzetting van de idealen van het luddisme: een protestbeweging tegen specifieke of meer algemene vormen van technologische ontwikkeling. Een radicale vorm daarvan wordt het anarchoprimitivisme genoemd. Sommige aanhangers van deze idealen noemen zich echter zelf 'luddieten'.
Een hedendaagse, technologisch-kritische insteek stelt de algemene verspreiding en overheersing van communicatietechnologieën in vraag, en verwijst naar de kiemen van het verzet hiertegen in de neo-Ludditische inspanningen van hackers, piraten en dark web-gebruikers die surveillance en controle uitdagen.